# Almope
Almope o Álmope (en griego antiguo: Ἄλμωψ), en la mitología griega, fue el epónimo de Almopía, según Estéfano de Bizancio. Este nos dice que Almope es de quien proviene el nombre, ahora obsoleto, de la región de Almopía y de sus habitantes, los almopes, en Macedonia, Grecia. Que Almope fue un gigante gentil y que nació de Posedión y de Hele, la hija de Atamante. En otra fuente el hijo concecibo por Poseidón y Hele fue fue Peón, pero no se especifica que fuera un gigante. Y otros más dicen que a Peón también se le conocía como Edono.